# 亨利·容黑内尔
亨利·容黑内尔（德語：Henri Junghänel，1988年2月5日—），德国男子射击运动员。他曾代表德国参加2016年夏季奥林匹克运动会射击比赛，获得男子50米步枪卧射金牌。